# Zezo
José Rivelli Neto, mais conhecido como Zezo (20 de fevereiro de 1929, São Paulo  — final dos anos 1980) foi um desenhista de histórias em quadrinhos brasileiro.

## História
Zezo é, ao lado de figuras como Jayme Cortez, Nico Rosso, Lyrio Aragão, Ignácio Justo e tantos outros, um dos artistas brasileiros na cena das histórias em quadrinhos de terror mais reconhecidos entre as décadas de 1950 e 1970.
Iniciou na publicação de histórias em quadrinhos em 1955, pela La Selva. Eram geralmente histórias de faroeste, românticas, infantis e sobretudo de terror.
Se destacou como capista, tendo desenhado cerca de 10 por mês, pintadas e assinadas. Outro destaque foram os 12 números da revista sobre o Frankenstein de Mary Shelley (Contos de Terror Apresenta: Frankenstein da Editora La Selva -  entre 1960 e 1961). Zezo costumava explorar a atmosfera e ambientação na Alemanha do final do século XIX. Além disso criou inúmeras capas para revistas da Editora Outubro e para livros da Editora do Brasil. Chegou a realizar incursões por gêneros distintos, como o aventureiro O Tubarão Voador para o Jornal Juvenil (1961-1962), e até mesmo a ficção científica, Rumo ao Infinito, publicada no Jornal Juvenil nº9 de novembro de 1962 e depois vendida em formato de tirar pela distribuidora de Mauricio de Sousa.
Em 1963 foi contratado pela empresa Duratex, no departamento de propaganda, na produção de folhetos e cadernos de instrução técnica.  Trabalhou na revista Serrote, revista esta de circulação interna  e entre os distribuidores da empresa. Lá criou personagens como Chico Minhoca, Bola Tudo e Mutuca publicadas nessas revistas. Daí em diante Zezo praticamente largou os quadrinhos, ficando muito atrelado à empresa (chegou a ser diretor da área de propaganda). Seu trabalho mais atual foi a tira Rinoboy, publicada numa revista interna dos funcionários da firma (Duratex), a Revista da AED, entres os 1976 a 1977. Era uma sátira, mesclando dois elementos, o rinoceronte, animal símbolo da empresa e  uniformes de super-heróis.
Faleceu nos final da década de 1980, em abril de 1988 aos 59 anos de idade.

## Trabalhos (parcial)
- Capas para a Editora Continental/Outubro
- Capas para a Editora do Brasil
- Capas para a Revista Terror Negro (La Selva)
- Revista Contos de Terror
- Revista Sobrenatural (não confundir com a publicação homônima da Editora Vecchi entres as décadas de 1970 e 1980)
- Revista Pavor e Terror!
- Revista Histórias de Terror
- Revista Frankenstein (La Selva, 1-12)
- Ilustrou livros para a antiga Edições de Ouro (atual Ediouro) e Cultrix.

## Traço
Rivelli era detentor de traços simples, limpos e até mesmo avançados para a época. Teve influência do grafismo da propaganda. Seu estilo é considerado singular. Era tanto desenhista como arte-finalista, utilizou desde pincel até pena (chegou a fabricar sua própria pena de bambu). Seu maior destaque teria talvez o trabalhou como artista de capa de centenas de revistas em várias editoras.

## Homenagens
Em 1997, foi premiado postumamente pelo Prêmio Angelo Agostini na categoria "Mestre do quadrinho nacional".